# یواس‌اس هیلبرت (دی‌ئی-۷۴۲)

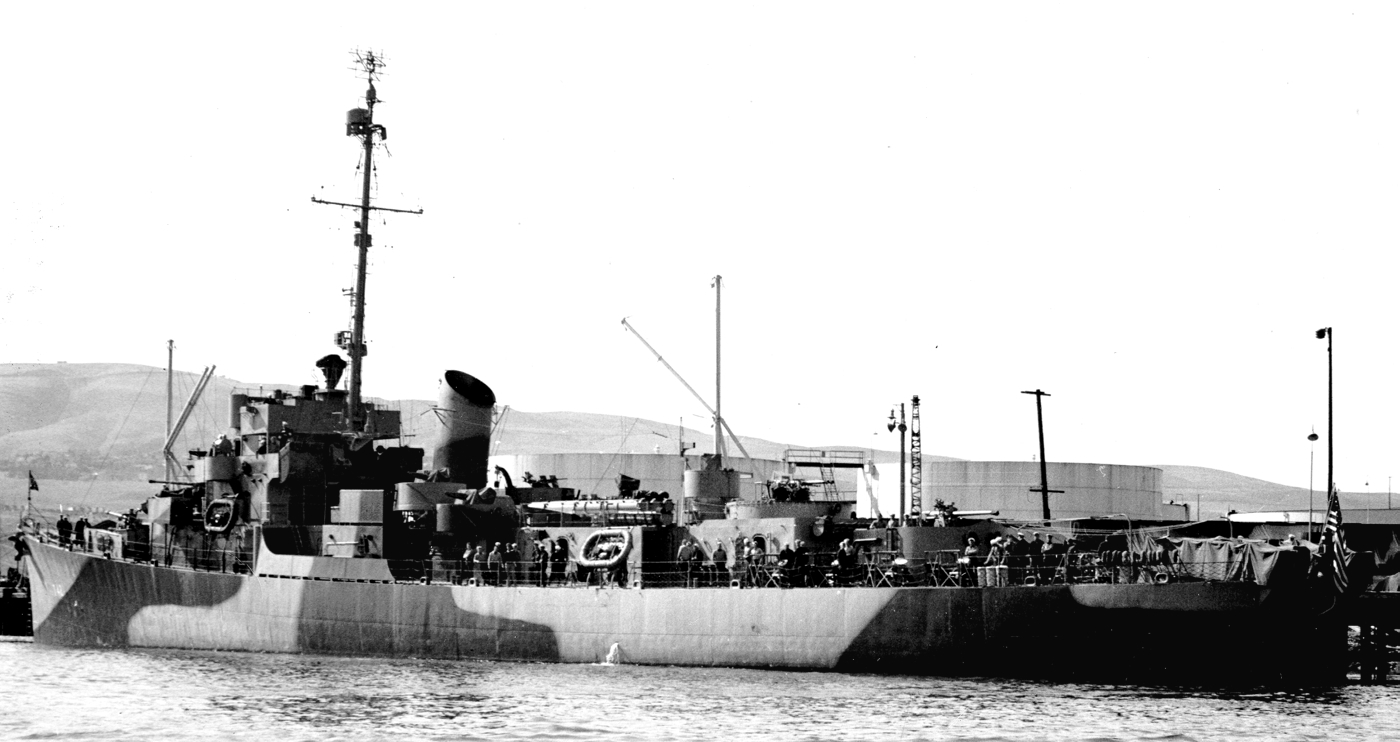
عکسی از کشتی یو اس‌اس هیلبرت

یواس‌اس هیلبرت (دی‌ئی-۷۴۲) (به انگلیسی: USS Hilbert (DE-742)) یک کشتی بود که طول آن ۳۰۶ فوت (۹۳ متر) بود. این کشتی در سال ۱۹۴۳ ساخته شد.